# Sarcofago della centrale nucleare di Černobyl'

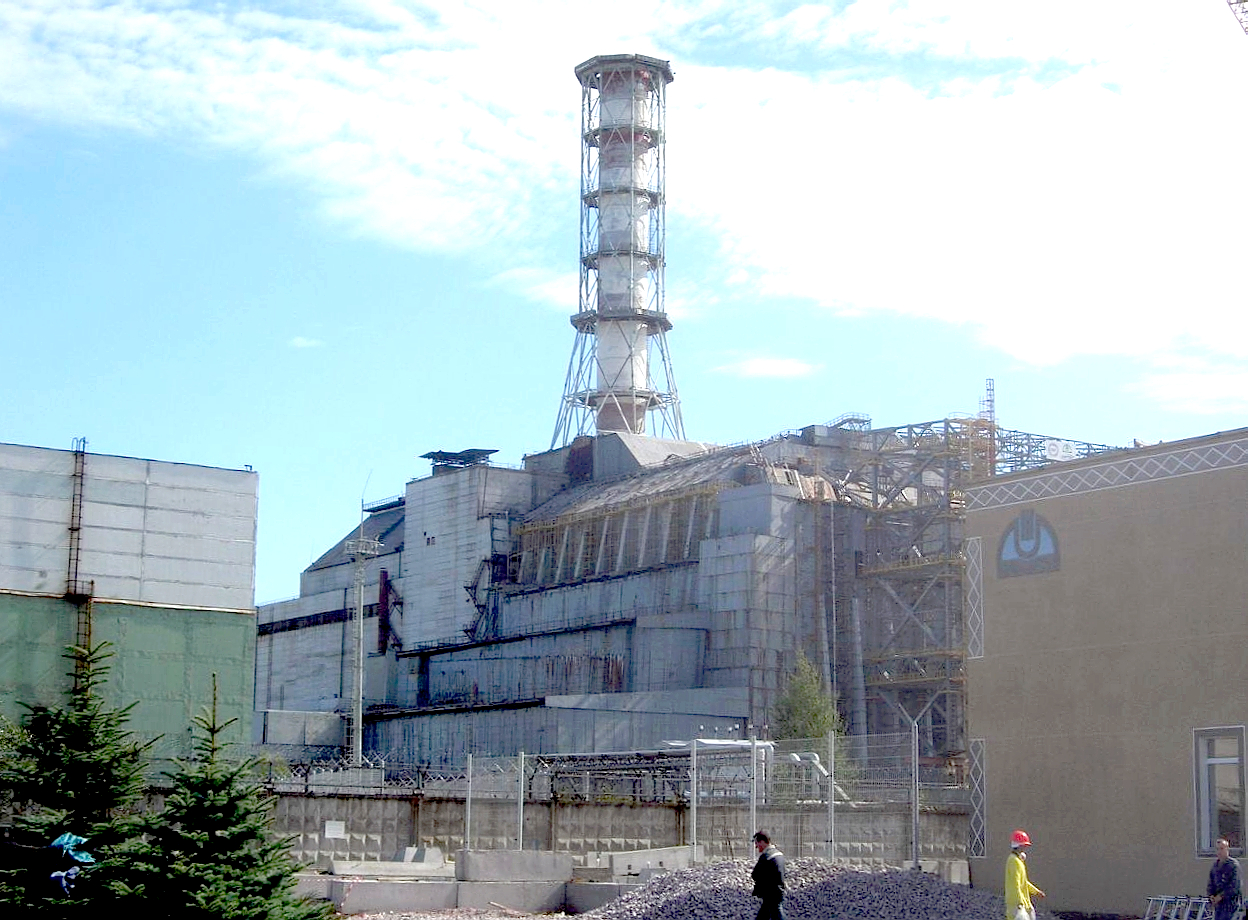
Il sarcofago

Il sarcofago della centrale nucleare di Černobyl' (in ucraino Об'єкт "Укриття"?, , Ob"jekt «Ukryttja», cioè riparo o copertura) è la massiccia struttura in acciaio e cemento che copre il reattore nucleare n. 4 della centrale nucleare di Černobyl'. È stato progettato per limitare la contaminazione radioattiva dell'ambiente dopo il disastro del 1986 di Černobyl', racchiudendo l'area più pericolosa e la protezione dall'esposizione del clima. Si trova all'interno di una vasta area riservata conosciuta come zona di esclusione di Černobyl'.
Il sarcofago racchiude 200 tonnellate di corium radioattivo, 30 tonnellate di polvere altamente contaminata e 16 tonnellate di uranio e plutonio. Nel 1996 si è ritenuto impossibile riparare l'interno del sarcofago visti i livelli di radiazione stimati come 10000 Röntgen all'ora (la radiazione di fondo normale in città è di solito intorno a 20-50 microröntgens all'ora, e una dose letale è di 500 röntgens).
Nella seconda metà degli anni 2000 sono iniziati i primi lavori preparatori per la costruzione di una nuova struttura protettiva in grado di mettere in sicurezza il vecchio sarcofago, inglobandolo. La struttura, chiamata "Nuovo Confinamento Sicuro" (NSC), è stata costruita dal consorzio francese Novarka grazie a donazioni internazionali ed è stata posizionata sul vecchio sarcofago il 29 novembre 2016.

## Costruzione

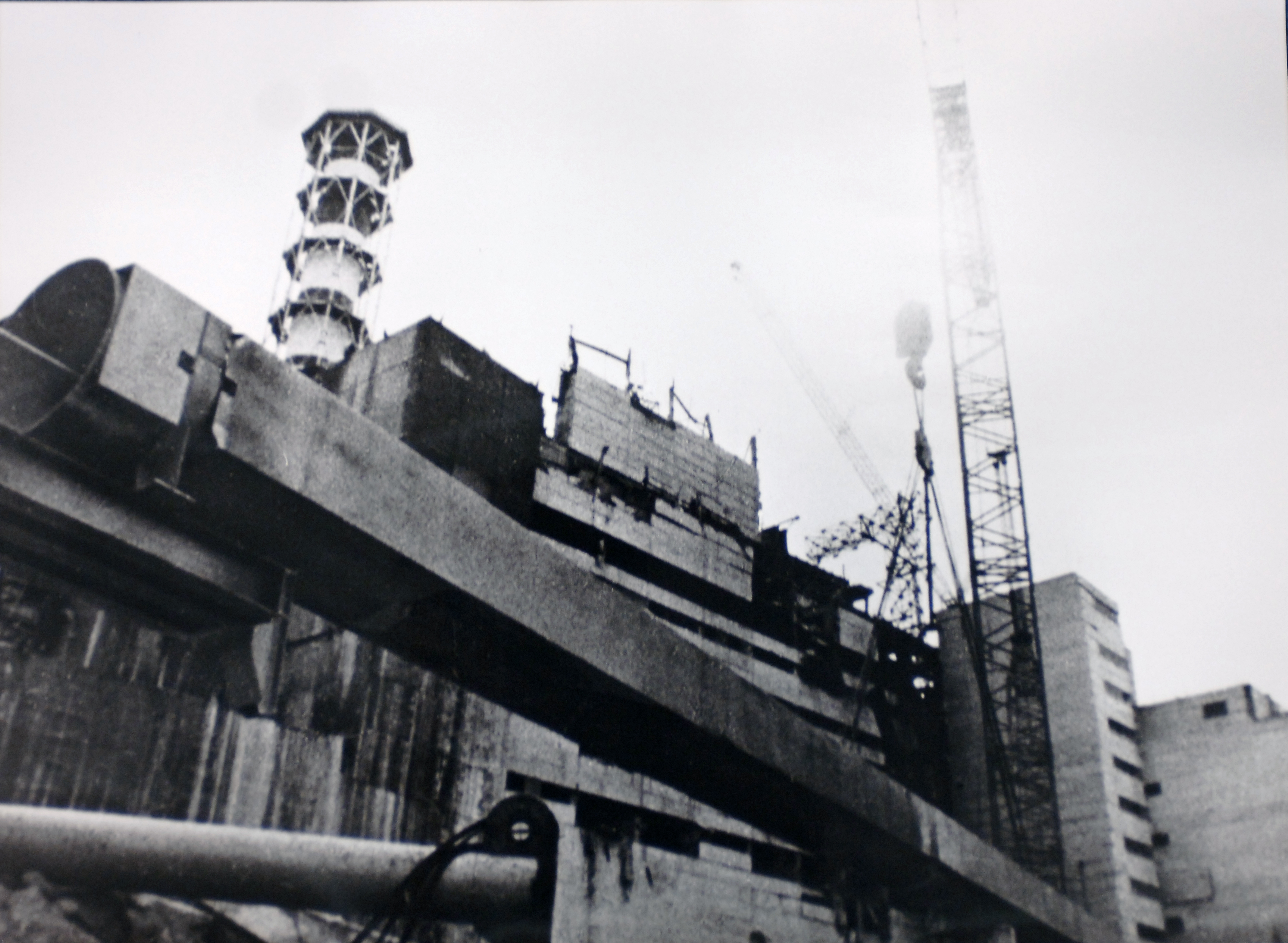
Preparazione per la costituzione del sarcofago nel 1986

La progettazione del sarcofago è iniziata il 20 maggio 1986. La costruzione durò 206 giorni, da giugno a fine novembre dello stesso anno. Il primo compito fu quello di costruire una lastra di raffreddamento sotto il reattore per evitare che il combustibile nucleare caldo provocasse un buco nella base. A causa dell'elevata radioattività il posizionamento di dadi e bulloni e l'applicazione delle saldature vennero eseguite da robot. Le saldature del sarcofago, tuttavia, non furono eseguite correttamente. L'intero processo di costruzione era composto da otto tappe: pulizia del territorio attorno all'unità del reattore 4, costruzione di muri di protezione in cemento armato iniziali intorno al perimetro, costruzione di muri di separazione tra le unità 3 e 4, costruzione del muro a cascata che è copertura della sala turbine, montaggio di un contrafforte alle estremità, costruzione di supporti e installazione di un rivestimento della sala reattore ed infine installazione di un sistema di ventilazione.
Sono stati utilizzati più di 400000 m³ di calcestruzzo e 7300 tonnellate di carpenteria metallica durante la costruzione del sarcofago. La costruzione definitiva ha racchiuso 740000 m³ di detriti fortemente contaminati all'interno con suolo contaminato. L'11 ottobre 1986 la Commissione governativa sovietica ha accettato la Conclusione sull'affidabilità e durata di un rivestimento per la sicurezza contro le radiazioni del reattore 4 della centrale nucleare. Il sarcofago ha più di 60 fori per consentire l'osservazione degli interni del nucleo. In molti luoghi la struttura è stata progettata per avere pozzi di ventilazione per consentire all'aria di fuoriuscire. I sistemi di filtrazione sono stati messi in atto in modo che nessun materiale radioattivo fuoriesca attraverso questi fori.

## Problemi in corso
L'attuale rifugio è costruito sopra le rovine dell'edificio reattore. I due "pilastri di elefante" che sostengono il tetto del sarcofago poggiano in parte sulla parete strutturalmente sicura dell'edificio del reattore che è stato danneggiato dall'incidente. L'estremità occidentale del tetto è sostenuta da un muro in un punto designato di asse 50. Questo muro è in cemento armato, ed è stato incrinato dall'incidente.

### Struttura progettata per la stabilizzazione dell'acciaio (DSSS)
Il DSSS è un oggetto d'acciaio di colore giallo che è stato posto accanto al reattore distrutto allo scopo di stabilizzare il sarcofago. Si trova a 63 metri di altezza e ha una serie di ponteggi che si estendono attraverso la parete contrafforte occidentale. Questo è stato fatto perché se la parete dell'edificio reattore o il tetto dello shelter dovesse cedere, grandi quantità di polvere e particelle radioattive verrebbero rilasciate direttamente nell'atmosfera con conseguente grande emissione di radioattività nell'ambiente. Nel dicembre 2006 il Designed Stabilisation Steel Structure (DSSS) è stato ampliato fino a trasferire il 50% del carico sul tetto (circa 400 tonnellate) dal muro dell'asse 50 alla DSSS.

### Scudo biologico superiore (UBS)
Un'ulteriore minaccia per il rifugio è la lastra di cemento che ha formato lo "Scudo biologico superiore" (UBS, Upper Biological Shield), situato sopra il reattore prima dell'incidente. Questa lastra di cemento, che era il "tappo" del reattore, è stata gettata verso l'alto dall'esplosione del nocciolo del reattore e ora è posata a circa 15° rispetto alla verticale. La posizione dello scudo superiore è considerata molto pericolosa perché solo i detriti supportano lo scudo in posizione quasi verticale. Un crollo dell'UBS andrebbe ulteriormente ad aggravare le condizioni di polvere nel sarcofago, magari diffondendo una certa quantità di materiale radioattivo fuori dal rifugio, e potrebbe danneggiare il sarcofago stesso. L'UBS è un cerchio di 15 metri di diametro, del peso di 1000 tonnellate e costituito di 2000 cubi, ognuno si trova sopra un canale di carburante. Lo scudo, chiamato P'jatačok ("moneta da cinque copeche") prima del disastro, è stato poi nominato componente "E" e soprannominato "Elena", I "Capelli di Elena " sono i fasci di combustibile intrecciati, ed ancora attaccati allo scudo.

## Nuovo sarcofago
Nel 1997, al vertice del G7 a Denver, fu fondato il Chernobyl Shelter Fund per raccogliere fondi per mettere in sicurezza il reattore. Il nuovo progetto prevedeva la costruzione di un nuovo sarcofago di diversa concezione, realizzato con materiali più sicuri e montato su binari. La struttura a cupola, conclusa nel 2016, successivamente sarebbe dovuta essere spinta fino sopra il vecchio sarcofago così da evitare agli addetti ai lavori l'esposizione diretta alle radiazioni. Nel 1998 il costo stimato per la sua progettazione e realizzazione raggiungeva i 780 milioni di dollari, fino a lievitare oltre un miliardo di dollari; esso metterebbe in sicurezza il sito per circa 100 anni. La Shelter Implementation Plan (SIP) è una cooperativa che si è adoperata per raccogliere i fondi per la realizzazione della nuova cupola, che la sola Ucraina non sarebbe stata in grado di fronteggiare. La SIP è stata composta e supportata dall'Unione europea, dagli Stati Uniti e dalla stessa Ucraina. Le uniche modifiche apportate al sarcofago prima della sua sostituzione sono state la realizzazione di accessi per la manutenzione ed il monitoraggio del tetto ed un sistema per il controllo delle polveri.
Il progetto del nuovo sarcofago (NSC, ossia New Safe Confinement) prevedeva la realizzazione di una struttura a doppia volta (una sopra l'altra) di altezza massima pari a 92,5 metri e costituita da un totale di 85 elementi; parte della struttura è stata costruita esternamente al sito e il tutto è stato assemblato a 180 metri di distanza dal reattore. Gli archi sono composti da materiale tubulare d'acciaio resistente e relativamente leggero per diminuire il peso della struttura e i costi d'assemblaggio; successivamente sono stati ricoperti con tre strati di pannelli poi ulteriormente rivestiti di Lexan, resina termoplastica di policarbonato in grado di prevenire l'accumularsi di particelle radioattive tra i vari corpi della volta. Tra l'arco superiore, di campata pari a 270 metri e quello inferiore, di campata pari a 240 metri, intercorre nel punto più alto uno spazio di 12 metri. Sono state realizzate 12 doppie volte di una lunghezza di 13,5 metri che assemblate formano un unico corpo lungo oltre 150 metri.
Si è cercato di rendere il tutto meno pesante possibile e gli scavi per la costruzione delle fondazioni sono stati minimi per evitare di smuovere il terreno in superficie, ancora fortemente contaminato a causa di scorie radioattive, terra, sabbia, e detriti della costruzione del primo sarcofago. Attraverso l'uso di binari, la struttura è stata trasportata direttamente sopra il sarcofago, così da evitare che gli operai venissero esposti direttamente alle radiazioni. Il progetto, finito il 12 febbraio 2004, è stato approvato un mese dopo dal governo Ucraino, ma è stato sottoposto a continue verifiche e non si sapeva precisamente quando e come sarebbe stato realizzato; nell'aprile 2007, venerdì 27, venne dichiarato che il sito di costruzione fosse in fase di preparazione, ma senza specificare altro; il 17 settembre 2007 la BBC ha dichiarato che stavano proseguendo i lavori. In principio erano previsti 5 anni per il completamento del NSC, ma la mancanza dei fondi necessari e i continui intoppi burocratici ed economici provocarono molti slittamenti nelle fasi di costruzione, dilazionando i tempi di realizzazione.
Negli ultimi anni, prima del completamento della nuova struttura, si è temuto fortemente che il sarcofago del reattore nº 4 potesse cedere, anche per via delle radiazioni, che facilitavano la decomposizione dello stesso. Il vecchio sarcofago, progettato per durare fino al 2016, è stato finalmente sostituito dalla nuova struttura il 29 novembre 2016, impedendo così che una nuova nube composta da 5 tonnellate di polveri radioattive (sulle 198 tonnellate di nocciolo radioattivo), si liberasse nell'atmosfera europea.